# Монтеросо (Новара)
Монтеросо је насеље у Италији у округу Новара, региону Пијемонт.
Према процени из 2011. у насељу је живело 245 становника. Насеље се налази на надморској висини од 370 м.